# Zoey 101
Zoey 101 is een Amerikaanse jeugdserie uitgezonden door Nickelodeon. De serie begon op 9 januari 2005 en eindigde in 2008. In Nederland is de serie vanaf 2007 te zien op Nickelodeon. Het vierde en laatste seizoen werd in de Verenigde Staten in 2008 uitgezonden en bestaat uit 13 afleveringen. Totaal zijn er 65 afleveringen gemaakt.
Vanaf 14 juli 2014 zendt Nickelodeon de serie in twee talen uit. Overdag zullen de afleveringen in een nagesynchroniseerde Nederlandse versie worden uitgezonden. In het blok TeenNick zijn de originele Engelse afleveringen te zien.

## Verhaal
Een nieuw schooljaar begint op de Pacific Coast Academy (PCA). Op de voormalige jongensschool worden vanaf nu ook meisjes toegelaten. De 13-jarige Zoey Brooks is een van de nieuwe meisjes die de school zal betreden. Dit doet zij samen met haar jongere broertje Dustin, die al op deze school zat. Eenmaal aangekomen op de school, maakt zij kennis met Chase. Tijdens de ontmoeting met Chase, fietst hij tegen een paal aan en is er direct een klik tussen de twee.
Zoey wordt ingedeeld in kamer 101 waar zij al snel kennis maakt met een van haar kamergenoten Nicole. Ze ontdekken samen dat alle toiletten in de school gericht zijn op jongens en veel urinoirs bevatten. Alle meisjes weten hier gezamenlijk een creatieve verandering in te brengen. Zoey, Nicole en Chase vormen langzaam een vriendengroep waar ook de enthousiaste Michael, verwaande Logan, ietwat arrogante Dana en slimme Quinn bij horen.
Gedurende hun periode op de school verloopt dit niet zonder problemen. Niet alleen onder de meisjes, maar ook de jongens.

## Cast
| Acteur             | Personage      | Afleveringen | Seizoenen | Seizoenen | Seizoenen | Seizoenen |
| Acteur             | Personage      | Afleveringen | 1         | 2         | 3         | 4         |
| ------------------ | -------------- | ------------ | --------- | --------- | --------- | --------- |
| Jamie Lynn Spears  | Zoey Brooks    | 65           | Hoofdrol  | Hoofdrol  | Hoofdrol  | Hoofdrol  |
| Paul Butcher       | Dustin Brooks  | 24           | Hoofdrol  | Hoofdrol  | Hoofdrol  | Hoofdrol  |
| Sean Flynn         | Chase Matthews | 55           | Hoofdrol  | Hoofdrol  | Hoofdrol  | Gastrol   |
| Austin Butler      | James Garrett  | 10           |           |           | Gastrol   | Hoofdrol  |
| Kristin Herrera    | Dana Cruz      | 13           | Hoofdrol  |           |           |           |
| Victoria Justice   | Lola Martinez  | 50           |           | Hoofdrol  | Hoofdrol  | Hoofdrol  |
| Christopher Massey | Michael Barret | 64           | Hoofdrol  | Hoofdrol  | Hoofdrol  | Hoofdrol  |
| Alexa Nikolas      | Nicole Bristow | 26           | Hoofdrol  | Hoofdrol  |           |           |
| Erin Sanders       | Quinn Pensky   | 63           | Hoofdrol  | Hoofdrol  | Hoofdrol  | Hoofdrol  |
| Matthew Underwood  | Logan Reese    | 61           | Hoofdrol  | Hoofdrol  | Hoofdrol  | Hoofdrol  |

| Acteur             | Personage      | Opmerkingen |
| ------------------ | -------------- | --- |
| Jamie Lynn Spears  | Zoey Brooks    | Het charmante meisje. Zoey komt samen met haar broertje op PCA en deelt een kamer met Nicole en Dana. Vanaf het begin is ze erg gecharmeerd van Chase, maar is het onduidelijk of ze ook daadwerkelijk gevoelens voor hem heeft. Ze krijgt uiteindelijk een relatie met de nieuwe jongen, James. Maar nadat James Zoey een ketting gaf met I Love You erop begon ze toch te twijfelen. Ze maakt het uit met James en krijgt in de laatste aflevering (Chasing Zoey) een relatie met Chase.                                         |
| Sean Flynn-Amir    | Chase Matthews | Een enthousiaste jongen die al sinds het begin verliefd is op Zoey. Hij deelt een kamer met Michael en Logan. Samen met Michael werkt hij aan een aantal cartoons en heeft hij een eigen webshow. In het vierde seizoen is hij overgeplaatst naar een Engelse school, omdat hij Zoey achterna wou gaan. Zij bleek echter terug naar PCA te zijn. Hij verschijnt in de laatste aflevering. In deze laatste aflevering wordt bekend dat hij en Zoey een relatie krijgen. Ze zoenen elkaar dan ook voor het eerst in deze aflevering. |
| Christopher Massey | Michael Barret | De vrolijke jongen die goed bevriend is met Chase. Samen met Chase heeft hij een eigen cartoonshow op het internet. Hij heeft regelmatig discussies met Logan, maar kan meestal goed met hem overweg. |
| Erin Sanders       | Quinn Pensky   | Het slimme meisje. Quinn wordt gezien als de 'nerd' op PCA. Ze maakt allerlei uitvindingen en voert vreemde praktijken uit. In het begin heeft ze haar eigen kamer, omdat niemand een kamer met haar wil delen. Na het vertrek van Nicole komt ze alsnog op de kamer bij Zoey en Lola. Ze heeft een lange tijd een relatie met de luie Mark tot ze Logan beter leert kennen, ze krijgt een geheime relatie met hem. |
| Matthew Underwood  | Logan Reese    | De zelfverzekerde, ietwat verwaande jongen van de groep. Hij vindt zichzelf de perfecte jongen en geeft duidelijk aan veel van zichzelf te houden. Hij maakt regelmatig gemene en snode opmerkingen naar mensen, maar in het laatste seizoen wordt duidelijk dat ook hij een hart heeft. Zijn gevoelens voor Quinn komen naar boven, hij krijgt een geheime relatie met haar. |
| Victoria Justice   | Lola Martinez  | Het ruigere meisje. Lola komt pas in het tweede seizoen waar zij gezien wordt als een weirdo met vreemde gothic-rock praktijken. Niets is minder waar. Lola heeft acteer-ambitites en wil het graag maken in Hollywood. Ze wordt goede vriendinnen met Zoey, Quinn en voorheen Nicole. Ze krijgt in het laatste seizoen een relatie met Vince, een bijrol. |
| Paul Butcher       | Dustin Brooks  | Het kleine enthousiaste broertje van Zoey. Dustin is een slimme, maar onzekere jongen die regelmatig voor hulp bij zijn grote zus komt. Hij heeft een kleinere rol in de serie en is niet altijd te zien. |
| Alexa Nikolas      | Nicole Bristow | Het overenthousiaste meisje. Ze is de eerste vriendin van Zoey sinds haar komst op PCA. Ze heeft weleens ruzie met Dana, maar dat komt snel goed. Ze kan het goed vinden met iedereen, maar heeft een te grote kijk op jongens. In het derde seizoen blijkt dat Nicole naar een meidenschool is gestuurd vanwege haar 'jongensverslaving'. Nicole komt dan ook niet meer terug. |
| Kristin Herrera    | Dana Cruz      | Het stoerdere meisje. Dana stelt zich zelfverzekerd op en heeft dan ook regelmatig ruzie met Nicole en/of Zoey. Het drietal zijn het vaak niet met elkaar eens. Ze is alleen in het eerste seizoen te zien. In de tweede serie vertrekt Dana vanwege een uitwisselingsproject, maar zij is nooit meer teruggekeerd. |
| Austin Butler      | James Garret   | De nieuwe jongen die zijn intrede maakt vanaf het vierde seizoen. Na het vertrek van Chase, wordt James de nieuwe kamergenoot van Michael en Logan. Hij krijgt een relatie met Zoey, maar uiteindelijk maakt zij het uit vanwege Chase. Niet veel later keert Chase terug naar PCA. |

## Titelmuziek
De muziek voor de serie Zoey 101 is gemaakt door Drake Bell & Backhouse Mike die tevens samen ook de muziek voor onder andere Drake & Josh en iCarly hebben geschreven.
Aan de titelsong heeft Jamie Lynn Spears zelf ook nog mee gewerkt. De tekst werd geschreven door Britney Spears, haar zus. De titelsong is getiteld Follow Me.

## Afleveringen
Er zijn 65 afleveringen gemaakt in totaal. De serie begon op 9 januari 2005 en eindigde op 2 mei 2008.

## Trivia
- Dan Schneider, de bedenker van de show, is ook te zien in de serie in het derde seizoen in de aflevering Zoey ribbs en in Chasing Zoey als de taxichauffeur.
- De schoolbibliotheek wordt The Harry Schneider Library genoemd, naar de vader van de bedenker van de serie Dan Schneider.
- Afleveringen werden opgenomen bij Nickelodeon in de Sunset Studios in Hollywood, Californië.
- In de aflevering "Spring Fling" treedt Drake Bell met zijn band op. Dit optreden wordt ook gebruikt in de tv-film Drake and Josh Go Hollywood.